# Caffè lungo

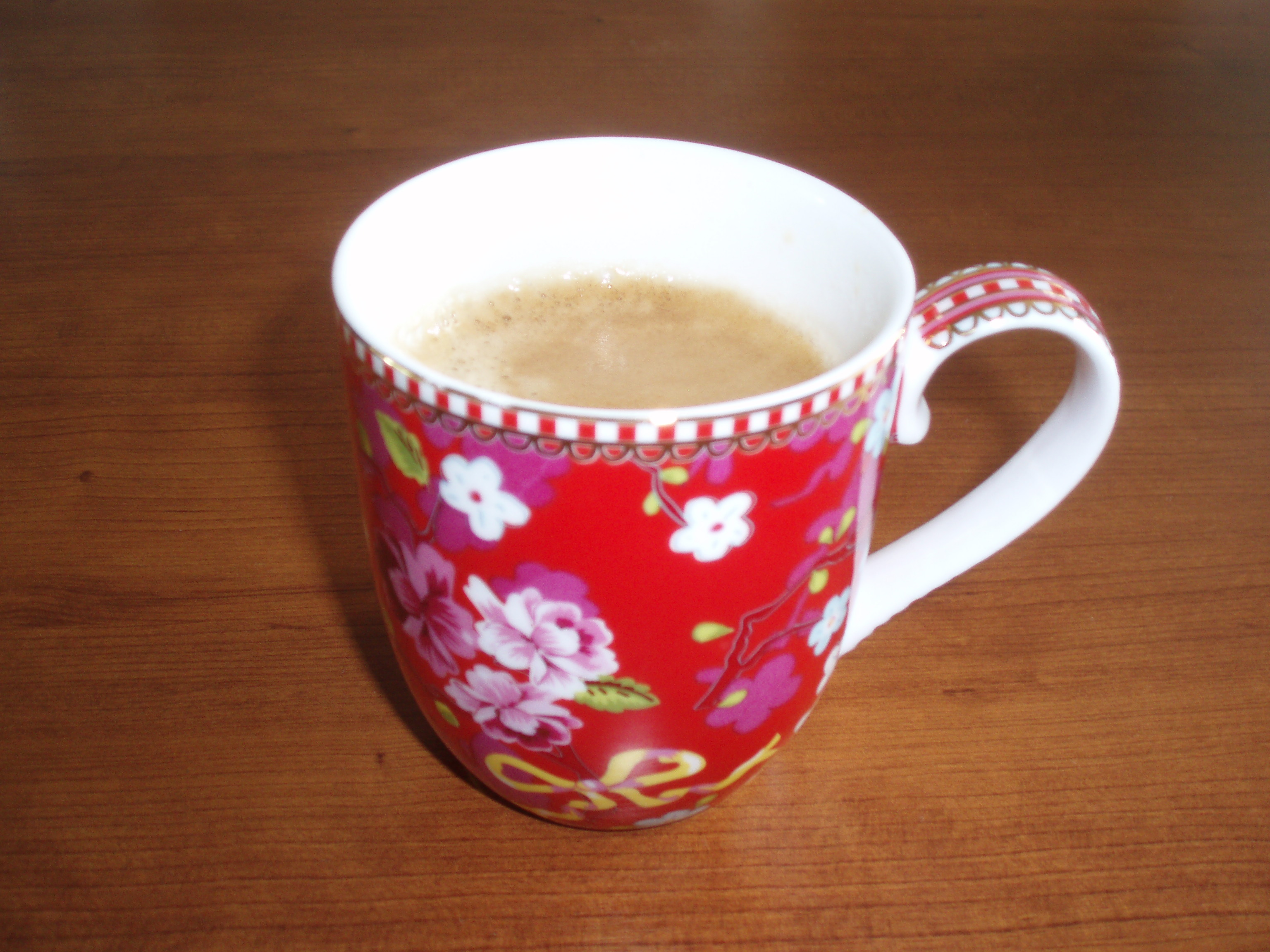
Een kopje caffè lungo

Caffè lungo, Italiaans voor 'lange koffie', verwijst naar de tijd die door een espressomachine benodigd is om een espresso (enkele of dubbele dosis of shot) met meer water (over het algemeen tweemaal zo veel) te maken, resulterend in een uitgerekte espresso, een lungo.
Een normale espresso kost 18 tot 30 seconden aan extractie in een klein kopje of een shot glas terwijl een lungo tot een minuut extra heeft én een groter kopje. Caffè lungo moet je niet verwarren met caffè americano, wat een espresso met heet water is. Een lungo is rijker, maar bitterder, omdat het extra water door de gemalen koffie gaat en dus meer van de slecht oplosbare componenten, die normaal niet in een espresso eindigen, meeneemt.